# Byeor-i dwoe-eo binnari
Byeor-i dwoe-eo binnari (별이 되어 빛나리?, lett. Diventa una stella e splendi; titolo internazionale The Stars Are Shining, conosciuto anche come Star Dust) è un serial televisivo sudcoreano trasmesso su KBS2 dal 31 agosto 2015 al 26 febbraio 2016.

## Trama
Negli anni Sessanta, la famiglia di Jo Bong-hee si ritrova in difficoltà dopo la morte di suo padre. La ragazza si troverà davanti vari ostacoli da superare per diventare la miglior stilista della Corea del Sud.

## Personaggi
- Jo Bong-hee, interpretata da Ko Won-hee e Kim Yoo-bin (da bambina)
- Yoon Jong-hyun, interpretato da Lee Ha-yool e Jang Seung-ha (da bambino)
- Seo Mo-ran, interpretata da Seo Yoon-a e Jang Seo-hee (da bambina)
- Hong Sung-gook, interpretato da Cha Do-jin e Ra Yoon-chan (da bambino)
- Lee Jung-rye, interpretata da Kim Ye-ryeong
- Presidente Yoon, interpretato da Yoon Ju-sang
- Han Bok-joo, interpretata da Lee Yeon-kyung
- Segretario Kim, interpretato da Kim Jin-kook
- Seo Dong-pil, interpretato da Lim Ho
- Oh Ae-sook, interpretata da Cho Eun-sook
- Choi Kyung-ja, interpretata da Kim Hee-won
- Jung Man-bok, interpretato da Lee Won-suk
- Jung Choon-sik, interpretato da Park Sun-woo
- Jung Chul-bok, interpretato da Yoon Ji-wook e Hyun Suk-joon (da bambino)
- Hwa-kyung, interpretata da Choi Joo-ri
- Signora Kim, interpretata da Seo Hee-soo
- Choon-ja, interpretata da Shim Jin-hwa
- Amministratore delegato Lim, interpretato da Song Young-jae
- Lee Chang-suk, interpretato da Ryu Tae-ho
- Yon-goo, interpretato da Lee Gap-soon
- Salsalyi, interpretato da Kim Doo-young
- Park Mi-soon/Je-ni/Sara Park, interpretata da Hwang Geum-hee
- Min Soo-kyung, interpretata da Song Ji-in
- Jo Jae-gyoon, interpretato da Song Young-kyu
- Madre di Jae-gyoon, interpretata da Baek Soo-ryun
- Jo Bong-sun, interpretata da Choi Soo-im

## Ascolti
| Episodio | Data di trasmissione | Dati TNMS           | Dati TNMS                  | Dati AGB            | Dati AGB                   |
| Episodio | Data di trasmissione | A livello nazionale | Area metropolitana di Seul | A livello nazionale | Area metropolitana di Seul |
| -------- | -------------------- | ------------------- | -------------------------- | ------------------- | -------------------------- |
| 1        | 31 agosto 2015       | 9,7%                | 8,6%                       | 8,7%                | 7,5%                       |
| 2        | 1 settembre 2015     | 9,0%                | 7,9%                       | 8,6%                | 7,5%                       |
| 3        | 2 settembre 2015     | 8,7%                | 7,5%                       | 8,3%                | 7,5%                       |
| 4        | 3 settembre 2015     | 9,2%                | 9,0%                       | 8,4%                | 7,7%                       |
| 5        | 4 settembre 2015     | 8,3%                |                            | 8,0%                | 7,7%                       |
| 6        | 7 settembre 2015     | 9,0%                | 8,2%                       | 8,4%                |                            |
| 7        | 8 settembre 2015     | 9,0%                | 7,8%                       | 7,2%                | 6,4%                       |
| 8        | 9 settembre 2015     | 9,8%                | 9,3%                       | 8,0%                | 7,9%                       |
| 9        | 10 settembre 2015    | 9,7%                | 8,9%                       | 8,8%                | 7,9%                       |
| 10       | 11 settembre 2015    | 7,2%                |                            | 6,8%                |                            |
| 11       | 14 settembre 2015    | 9,8%                | 9,2%                       | 8,5%                |                            |
| 12       | 15 settembre 2015    | 10,0%               | 9,1%                       | 8,9%                | 7,9%                       |
| 13       | 16 settembre 2015    | 9,6%                | 8,8%                       | 8,6%                | 8,3%                       |
| 14       | 17 settembre 2015    | 9,2%                | 7,5%                       | 8,6%                | 8,0%                       |
| 15       | 18 settembre 2015    | 9,4%                | 8,8%                       | 9,5%                | 9,4%                       |
| 16       | 21 settembre 2015    | 9,3%                | 8,9%                       | 9,7%                | 10,0%                      |
| 17       | 22 settembre 2015    | 9,1%                | 9,0%                       | 8,9%                | 8,3%                       |
| 18       | 23 settembre 2015    | 9,5%                | 8,9%                       | 9,5%                | 9,1%                       |
| 19       | 24 settembre 2015    | 9,9%                | 9,5%                       | 9,9%                | 9,2%                       |
| 20       | 25 settembre 2015    | 10,1%               | 9,4%                       | 9,3%                | 8,5%                       |
| 21       | 28 settembre 2015    | 8,2%                | 7,2%                       | 7,9%                |                            |
| 22       | 29 settembre 2015    | 9,6%                | 8,7%                       | 9,2%                | 8,7%                       |
| 23       | 30 settembre 2015    | 9,3%                | 8,4%                       | 9,0%                | 8,0%                       |
| 24       | 1 ottobre 2015       | 10,4%               | 8,5%                       | 10,6%               | 9,5%                       |
| 25       | 2 ottobre 2015       | 9,1%                | 8,3%                       | 9,4%                | 9,1%                       |
| 26       | 5 ottobre 2015       | 8,8%                | 9,1%                       | 8,8%                | 8,0%                       |
| 27       | 6 ottobre 2015       | 9,5%                | 9,6%                       | 10,0%               | 9,1%                       |
| 28       | 7 ottobre 2015       | 8,8%                | 9,0%                       | 8,9%                | 7,9%                       |
| 29       | 8 ottobre 2015       | 9,0%                | 8,6%                       | 8,6%                | 7,9%                       |
| 30       | 9 ottobre 2015       | 8,9%                | 8,4%                       | 7,9%                |                            |
| 31       | 12 ottobre 2015      | 9,0%                | 8,8%                       | 8,8%                | 8,0%                       |
| 32       | 13 ottobre 2015      | 9,4%                | 9,4%                       | 9,1%                | 8,8%                       |
| 33       | 14 ottobre 2015      | 8,7%                | 7,5%                       | 8,2%                | 7,7%                       |
| 34       | 15 ottobre 2015      | 9,3%                | 8,0%                       | 9,1%                | 8,2%                       |
| 35       | 16 ottobre 2015      | 9,4%                | 8,9%                       | 9,0%                | 8,5%                       |
| 36       | 19 ottobre 2015      | 10,0%               | 9,9%                       | 8,8%                | 8,5%                       |
| 37       | 20 ottobre 2015      | 10,0%               | 10,1%                      | 9,0%                | 7,8%                       |
| 38       | 21 ottobre 2015      | 9,0%                | 8,7%                       | 9,2%                | 8,8%                       |
| 39       | 22 ottobre 2015      | 9,7%                | 9,4%                       | 10,1%               | 9,3%                       |
| 40       | 23 ottobre 2015      | 8,5%                | 8,1%                       | 8,3%                | 7,8%                       |
| 41       | 26 ottobre 2015      | 9,8%                | 9,6%                       | 9,1%                | 8,7%                       |
| 42       | 27 ottobre 2015      | 10,8%               | 9,9%                       | 10,2%               | 9,0%                       |
| 43       | 28 ottobre 2015      | 9,3%                | 9,2%                       | 9,1%                | 8,6%                       |
| 44       | 30 ottobre 2015      | 9,9%                | 10,1%                      | 9,7%                | 9,4%                       |
| 45       | 2 novembre 2015      | 10,4%               | 9,5%                       | 9,4%                | 8,9%                       |
| 46       | 3 novembre 2015      | 9,2%                | 9,3%                       | 9,9%                | 9,4%                       |
| 47       | 4 novembre 2015      | 9,1%                | 8,4%                       | 9,4%                | 8,8%                       |
| 48       | 5 novembre 2015      | 9,6%                | 8,9%                       | 8,7%                |                            |
| 49       | 6 novembre 2015      | 10,2%               | 9,9%                       | 9,5%                | 9,4%                       |
| 50       | 9 novembre 2015      | 10,4%               | 9,1%                       | 10,7%               | 9,9%                       |
| 51       | 10 novembre 2015     | 9,5%                | 9,3%                       | 9,5%                | 8,5%                       |
| 52       | 11 novembre 2015     | 9,2%                | 9,1%                       | 9,8%                | 8,9%                       |
| 53       | 12 novembre 2015     | 8,8%                | 8,2%                       | 9,2%                | 8,5%                       |
| 54       | 13 novembre 2015     | 10,2%               | 9,4%                       | 10,1%               | 9,4%                       |
| 55       | 16 novembre 2015     | 9,6%                | 9,5%                       | 9,8%                | 8,6%                       |
| 56       | 17 novembre 2015     | 10,5%               | 10,0%                      | 11,1%               | 10,4%                      |
| 57       | 18 novembre 2015     | 10,1%               |                            | 10,7%               | 10,4%                      |
| 58       | 19 novembre 2015     | 9,8%                | 8,8%                       | 10,3%               | 9,6%                       |
| 59       | 20 novembre 2015     | 10,0%               | 9,1%                       | 11,7%               | 11,1%                      |
| 60       | 23 novembre 2015     | 10,9%               | 10,3%                      | 10,6%               | 9,8%                       |
| 61       | 24 novembre 2015     | 10,7%               | 10,0%                      | 10,1%               | 9,0%                       |
| 62       | 25 novembre 2015     | 10,1%               | 10,3%                      | 11,3%               | 11,0%                      |
| 63       | 26 novembre 2015     | 9,4%                | 8,9%                       | 10,7%               | 10,5%                      |
| 64       | 27 novembre 2015     | 10,0%               | 9,3%                       | 11,5%               | 11,0%                      |
| 65       | 30 novembre 2015     | 9,4%                | 9,3%                       | 10,4%               | 9,6%                       |
| 66       | 1 dicembre 2015      | 9,4%                | 9,2%                       | 10,7%               | 10,1%                      |
| 67       | 2 dicembre 2015      | 9,3%                | 9,3%                       | 10,7%               | 10,0%                      |
| 68       | 3 dicembre 2015      | 10,3%               | 10,3%                      | 11,2%               | 10,2%                      |
| 69       | 4 dicembre 2015      | 10,9%               | 10,5%                      | 11,4%               | 10,5%                      |
| 70       | 7 dicembre 2015      | 9,8%                | 9,2%                       | 10,6%               | 10,2%                      |
| 71       | 8 dicembre 2015      | 10,6%               | 9,7%                       | 11,6%               | 11,1%                      |
| 72       | 9 dicembre 2015      | 10,4%               | 10,2%                      | 12,1%               | 11,6%                      |
| 73       | 10 dicembre 2015     | 10,9%               | 10,9%                      | 11,5%               | 10,7%                      |
| 74       | 11 dicembre 2015     | 10,7%               | 9,6%                       | 13,4%               | 12,5%                      |
| 75       | 14 dicembre 2015     | 11,6%               | 9,4%                       | 10,8%               | 9,5%                       |
| 76       | 15 dicembre 2015     | 11,6%               | 10,6%                      | 11,8%               | 10,4%                      |
| 77       | 16                   | 11,9%               | 9,8%                       | 11,0%               | 10,2%                      |
| 78       | 17 dicembre 2015     | 11,6%               | 9,2%                       | 12,5%               | 11,8%                      |
| 79       | 18 dicembre 2015     | 11,4%               | 9,1%                       | 11,8%               | 11,2%                      |
| 80       | 21 dicembre 2015     | 10,6%               | 8,8%                       | 10,1%               | 9,3%                       |
| 81       | 22 dicembre 2015     | 10,7%               | 8,9%                       | 10,2%               | 9,0%                       |
| 82       | 23 dicembre 2015     | 11,1%               | 9,5%                       | 11,2%               | 10,4%                      |
| 83       | 24 dicembre 2015     | 10,8%               | 9,1%                       | 11,0%               | 10,0%                      |
| 84       | 25 dicembre 2015     | 10,3%               | 8,5%                       | 11,2%               | 10,1%                      |
| 85       | 28 dicembre 2015     | 11,9%               | 9,4%                       | 13,4%               | 12,3%                      |
| 86       | 29 dicembre 2015     | 12,2%               | 10,3%                      | 12,3%               | 11,5%                      |
| 87       | 30 dicembre 2015     | 12,3%               | 9,3%                       | 12,4%               | 11,3%                      |
| 88       | 31 dicembre 2015     | 12,5%               | 10,0%                      | 12,1%               | 10,8%                      |
| 89       | 4 gennaio 2016       | 11,7%               | 9,8%                       | 12,4%               | 11,9%                      |
| 90       | 5 gennaio 2016       | 15,1%               | 12,7%                      | 12,9%               | 12,3%                      |
| 91       | 6 gennaio 2016       | 13,8%               | 11,8%                      | 13,5%               | 12,3%                      |
| 92       | 7 gennaio 2016       | 14,3%               | 13,3%                      | 14,5%               | 13,2%                      |
| 93       | 8 gennaio 2016       | 14,5%               | 13,1%                      | 13,8%               | 11,9%                      |
| 94       | 11 gennaio 2016      | 12,8%               | 10,1%                      | 13,0%               | 11,8%                      |
| 95       | 12 gennaio 2016      | 14,0%               | 12,5%                      | 13,2%               | 11,8%                      |
| 96       | 13 gennaio 2016      | 15,2%               | 13,0%                      | 13,9%               | 11,7%                      |
| 97       | 14 gennaio 2016      | 14,8%               | 11,9%                      | 13,9%               | 12,8%                      |
| 98       | 15 gennaio 2016      | 15,3%               | 12,1%                      | 12,9%               | 11,3%                      |
| 99       | 18 gennaio 2016      | 14,9%               | 12,1%                      | 14,0%               | 12,2%                      |
| 100      | 19 gennaio 2016      | 15,7%               | 12,3%                      | 12,9%               | 11,3%                      |
| 101      | 20 gennaio 2016      | 15,2%               | 12,4%                      | 14,0%               | 12,3%                      |
| 102      | 21 gennaio 2016      | 15,7%               | 11,9%                      | 13,4%               | 11,6%                      |
| 103      | 22 gennaio 2016      | 16,7%               | 13,6%                      | 13,6%               | 11,4%                      |
| 104      | 25 gennaio 2016      | 14,9%               | 12,3%                      | 14,1%               | 12,0%                      |
| 105      | 26 gennaio 2016      | 15,5%               | 11,8%                      | 14,0%               | 13,3%                      |
| 106      | 27 gennaio 2016      | 15,5%               | 12,0%                      | 12,8%               | 11,5%                      |
| 107      | 28 gennaio 2016      | 15,9%               | 12,8%                      | 13,0%               | 11,3%                      |
| 108      | 29 gennaio 2016      | 15,1%               | 12,1%                      | 13,0%               | 11,0%                      |
| 109      | 1 febbraio 2016      | 18,0%               | 15,2%                      | 14,9%               | 13,2%                      |
| 110      | 2 febbraio 2016      | 17,1%               | 14,5%                      | 15,3%               | 13,4%                      |
| 111      | 3 febbraio 2016      | 16,3%               | 13,7%                      | 14,9%               | 14,3%                      |
| 112      | 4 febbraio 2016      | 16,5%               | 13,8%                      | 14,0%               | 12,5%                      |
| 113      | 5 febbraio 2016      | 15,9%               | 12,8%                      | 14,4%               | 13,1%                      |
| 114      | 8 febbraio 2016      | 10,4%               | 9,6%                       | 6,2%                |                            |
| 115      | 9 febbraio 2016      | 13,6%               | 10,6%                      | 11,5%               | 10,1%                      |
| 116      | 10 febbraio 2016     | 14,9%               | 13,0%                      | 13,6%               | 12,0%                      |
| 117      | 11 febbraio 2016     | 17,3%               | 13,9%                      | 14,6%               | 13,0%                      |
| 118      | 12 febbraio 2016     | 16,1%               | 11,8%                      | 14,3%               | 13,1%                      |
| 119      | 15 febbraio 2016     | 16,4%               | 12,8%                      | 14,0%               | 12,1%                      |
| 120      | 16 febbraio 2016     | 16,4%               | 12,8%                      | 13,2%               | 11,0%                      |
| 121      | 17 febbraio 2016     | 16,4%               | 13,3%                      | 13,5%               | 11,8%                      |
| 122      | 18 febbraio 2016     | 15,9%               | 13,1%                      | 14,5%               | 13,2%                      |
| 123      | 19 febbraio 2016     | 15,9%               | 11,9%                      | 13,2%               | 11,3%                      |
| 124      | 22 febbraio 2016     | 15,0%               | 12,1%                      | 14,0%               | 12,2%                      |
| 125      | 23 febbraio 2016     | 15,5%               | 12,7%                      | 13,8%               | 11,6%                      |
| 126      | 24 febbraio 2016     | 15,6%               | 12,1%                      | 13,1%               | 11,6%                      |
| 127      | 25 febbraio 2016     | 15,9%               | 13,2%                      | 14,1%               | 12,2%                      |
| 128      | 26 febbraio 2016     | 16,8%               | 13,5%                      | 15,9%               | 14,6%                      |
| Media    | Media                | 11,58%              |                            | 11,03%              |                            |

## Colonna sonora
1. I Believe – Paul Potts
2. I Think I'm Crazy (미쳤나봐) – Ahn Joon-yong
3. A Missed Farewell (눈치 없는 이별) – Hazel
4. I Want To Live For You (너에게 살고싶다) – Dong Woo
5. I'll Call Again (또 불러보죠) – The Daisy
6. Mirage (신기루) – Kim Byung-soo (To Romance)
7. Niagara (나이야 가라) – Kim Yong-im
8. Just Goodbye (그저 안녕) – Woo Eun-mi
9. Niagara (나이야 가라) – Cho Bong-seon
10. Even I Am Hurt (아파도 좋은걸) – Park Da-hye
11. You Are In My Heart (내 안에 너 있다) – SoulCry
12. The Words I Love You (사랑한다는 말) – DKsoul
13. My Way – Kim Do-hyun
14. I Want To Be A Star – Kim Do-hyun
15. Starlight Fantasie – Kim Do-hyun
16. Beautiful Life – Kim Do-hyun
17. Sorry I'm Late (늦어서 미안해) – Lee Eun-ah

## Riconoscimenti
| Anno | Premio           | Categoria                                                      | Ricevente               | Risultato       |
| ---- | ---------------- | -------------------------------------------------------------- | ----------------------- | --------------- |
| 2015 | KBS Drama Awards | Miglior attore                                                 | Lee Ha-yool             | Candidato/a     |
| 2015 | KBS Drama Awards | Miglior attrice                                                | Ko Won-hee              | Candidato/a     |
| 2015 | KBS Drama Awards | Drama giornaliero                                              | Byeor-i dwoe-eo binnari | Candidato/a     |
| 2015 | KBS Drama Awards | Premio all'eccellenza, miglior attrice in un drama giornaliero | Lim Ho                  | Vincitore/trice |